# Symeon (Šostackyj)
Symeon (světským jménem: Volodymyr Ivanovyč Šostackyj; * 3. listopadu 1962, Rajkivci) je ukrajinský duchovní Pravoslavné církve Ukrajiny a metropolita vinnycký a barský.

## Život
Narodil se 3. listopadu 1962 ve vesnici Rajkivci Chmelnycké oblasti.
Roku 1980 dokončil střední školu a do roku 1982 sloužil v řadách Sovětské armády. Od roku 1983 studoval na Vinnyckém lékařském institutu. Poté institut opustil a roku 1987 vstoupil na Moskevský duchovní seminář.
Dne 6. prosince 1990 byl v monastýru Danilov v Moskvě postřižen na monacha se jménem Symeon na počest svatého Simeona Stylity staršího.
V letech 1990–1994 sloužil jako správce patriarchální rezidence v monastýru Danilov.
Dne 14. ledna 1991 byl rukopoložen na hierodiakona a 28. dubna na jeromonacha.
Na podzim roku 1994 se vrátil na Ukrajinu. Stal se monachem v Kyjevskopečerské lávře a studentem Kyjevské duchovní akademie.
Dne 7. dubna 1995 byl povýšen na igumena a 23. listopadu na archimandritu.
Dne 3. května 1996 jej Svatý synod Ukrajinské pravoslavné církve zvolil biskupem volodymyr-volynským. Dne 4. května 1996 proběhla v chrámu svatých Antonína a Theodosia Pečerského Kyjevskopečerské lávry jeho biskupská chirotonie. Světitelem byl metropolita kyjevský a celé Ukrajiny Volodymyr (Sabodan).
Dne 14. května 2002 byl povýšen na arcibiskupa.
Dne 10. června 2007 byl jmenován arcibiskupem vinnyckým a mohyliv-podilským.
Dne 9. července 2011 byl povýšen na metropolitu.
Dne 5. ledna 2013 mu byl v souvislosti se zřízením mohyliv-podilské eparchie změněn titul na vinnycký a barský.
Dne 13. listopadu 2018 Místní sobor Ukrajinské pravoslavné církve rozhodl o nepřipojení se k vytvoření autokefální pravoslavné církve Ukrajiny. Symeon jako jediný z 83 biskupů nepodpořil rozhodnutí soboru.
Dne 14. prosince 2018 získal metropolita Symeon dopis od patriarchy Bartoloměje I., kterým mu oznámil jeho přijetí do jurisdikce Konstantinopolského patriarchátu.
Dne 15. prosince 2018 se zúčastnil Sjednocujícího sněmu ukrajinských pravoslavných církví. Byl uveden do předsednictví sněmu a byl navržen na post primase nové církve. O den později potvrdil svůj přechod k Pravoslavné církvi Ukrajiny.